# 神原薬業
神原薬業株式会社（かんばらやくぎょう）は、かつて存在した医薬品の卸売手。医薬品・衛生材料・化粧品の卸売を事業の中心とした。
現在はスズケングループの一社、アスティスである。

## 概要
香川県高松市勅使町字下所761番地1

## 沿革
- 1832年（天保3年） - 創業
- 1950年（昭和25年）6月 - 「有限会社神原薬房」を設立（昭和30年代初期までは一般用医薬品のみの卸販売）
- 1955年（昭和30年）- 田辺製薬（現・田辺三菱製薬）を主力とする井上薬局・卸部門を併合し、田辺製薬との取引を開始。同社から出向社員を受け入れ、田辺製薬主力卸となる。
  - この田辺製薬からの出向社員受け入れにより、武田薬品および藤沢薬品との取引関係解除勧告を受けいれた。その後、田辺製薬が高松出張所を設立したことにより、社員の受け入れを解除。これにより三共との取引が密となり、三共・田辺系医薬品卸となる。
  - 明治製菓・台糖ファイザー・富山化学・東京田辺製薬・ミドリ十字・日本ケミファ・キッセイ薬品工業・日本新薬等と取引開始
- 1958年（昭和33年）7月 - 神原薬業株式会社へ商号変更
- 1963年（昭和38年）6月 - 田辺製薬取扱店会「MSC」に加盟
- 1964年（昭和39年）6月 - 三共「SPS」に加盟
- 1969年（昭和44年）7月 - ミドリ十字・高松出張所の血液運搬業務を高松日赤血液センターが譲受し、その県内配送業務委託契約締結
- 1975年（昭和50年）10月 - 同名の会社「神原薬業株式会社」（本社・香川県仲多度郡多度津町。1958年（昭和33年）6月創業）を合併
- 1986年（昭和61年）1月 - 田辺製薬系医薬品卸の村上戸井株式会社（愛媛県松山市大手町1-7-3）を合併
- 2000年（平成12年）4月 - 株式会社エイワおよび株式会社ヤクオーと合併し、株式会社アスティスとなる[1]。

## 営業所
- 香川県：高松市・善通寺市
- 愛媛県：新居浜市・松山市・宇和島市・今治市・大洲市

## 主な取引メーカー
- 三共（現・第一三共）
- 田辺製薬（現・田辺三菱製薬）
- 明治製菓
- ファイザー
- 中外製薬
- 日本新薬